# Fatehpuri Masjid

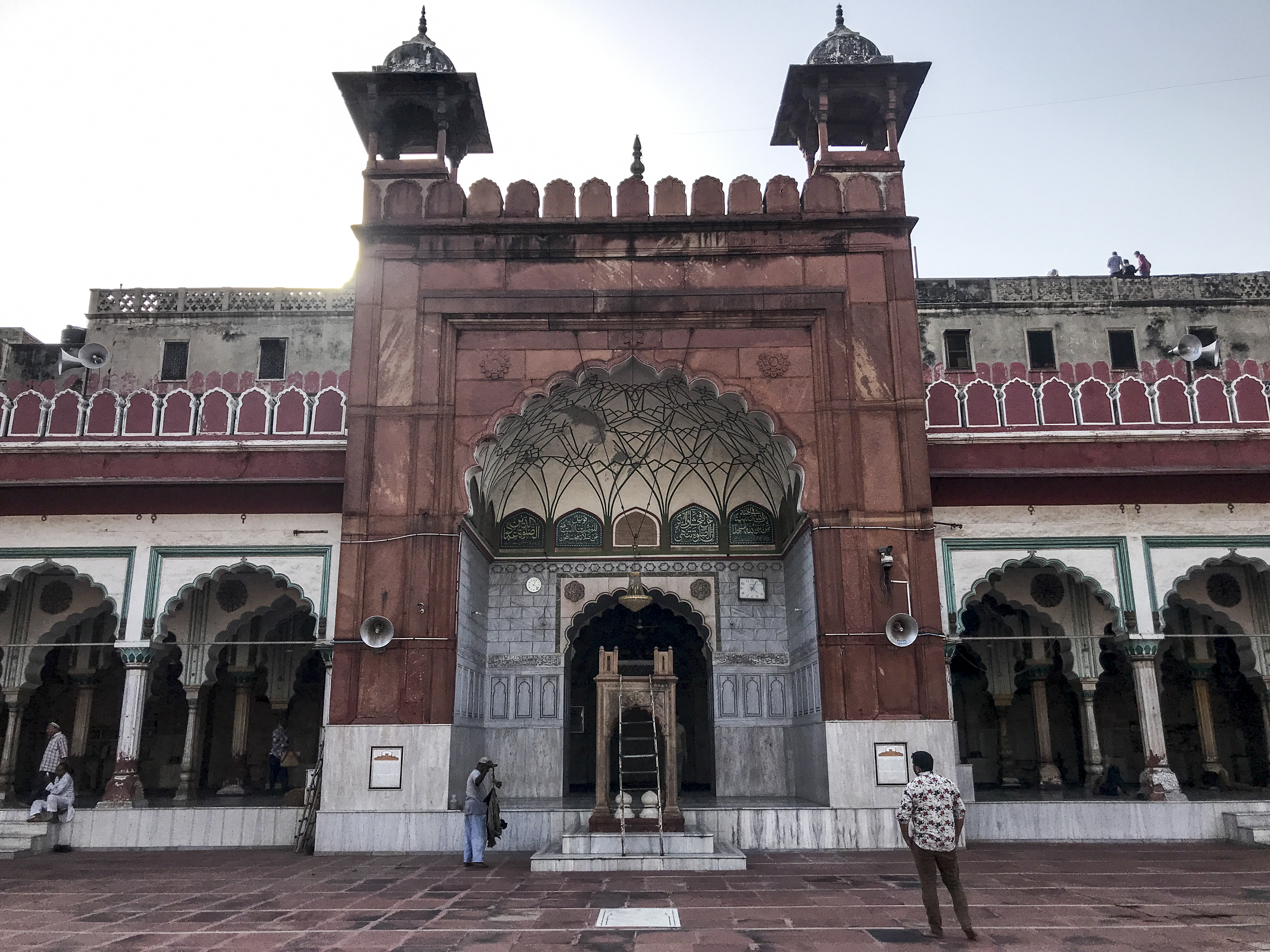
Fatehpuri Masjid nell'Antica Delhi

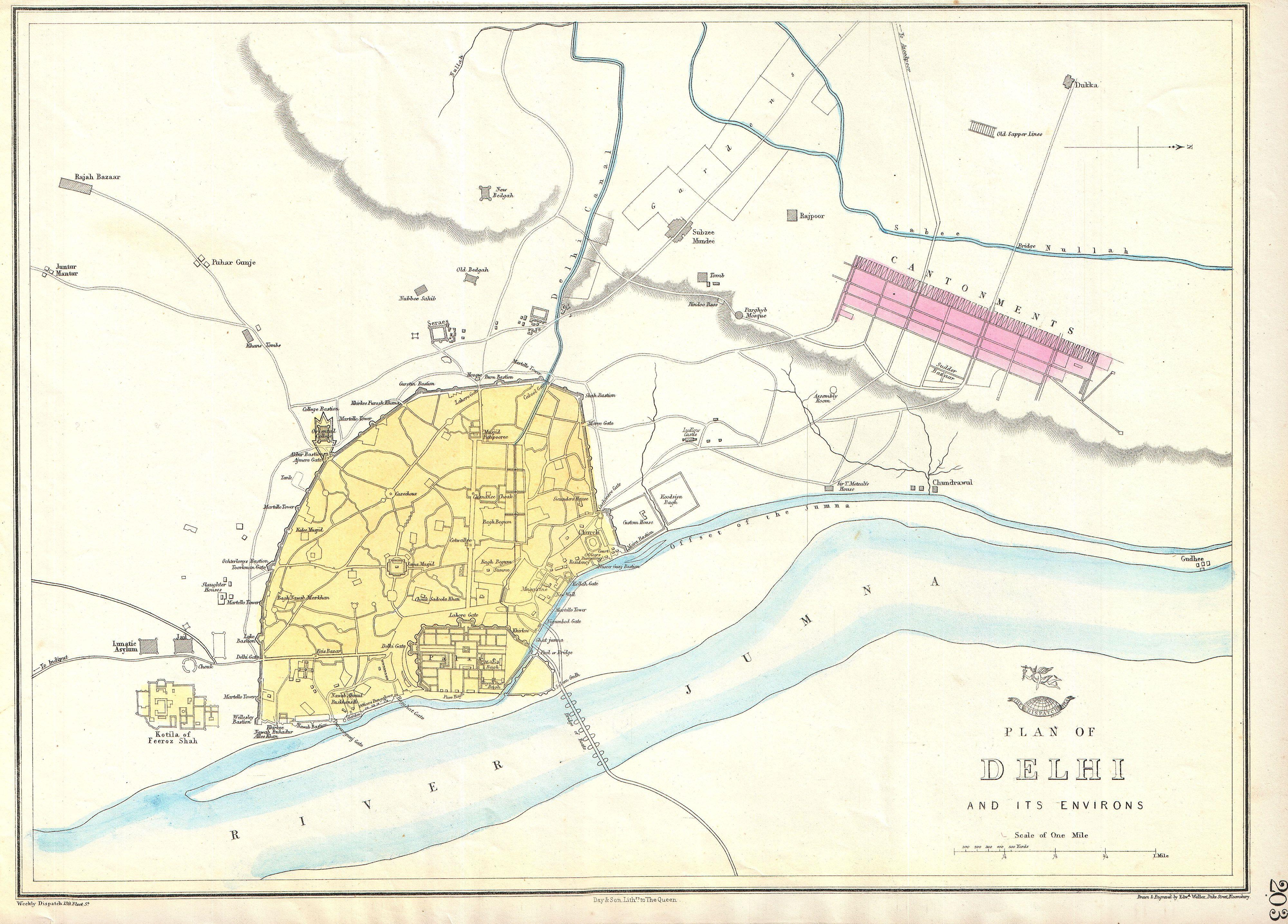
Mappa storica di Shahjahanabad (Antica Delhi), del 1863. Musjid Fatehpuri si trova a sud del Lahauri Gate nel nord dell'Antica Delhi

Fatehpuri Masjid è una moschea, del XVII secolo, sita nell'estremo occidente della più antica strada di Delhi, Chandni Chowk, in direzione opposta rispetto al Forte rosso. 

## Storia
Fu fatta costruire nel 1650 da Fatehpuri Begum, una delle mogli dell'imperatore Shah Jahan originaria di Fatehpur Sikri, e anche la moschea annessa al Taj Mahal porta il suo nome.
I britannici la vendettero all'asta a Rai Lala Chunnamal (i cui discendenti vivono ancora nel Chunnamal haveli a Chandni Chowk), dopo la guerra del 1857, per la somma di 19.000 rupie salvando così la moschea dalla demolizione. Successivamente, nel 1877, essa fu acquistata dal governo, in cambio di quattro villaggi, e restaurata, dai musulmani di Delhi Durbar, quando i britannici consentirono loro di ritornare nell'Antica Delhi. Una moschea simile, chiamata Akbarabadi Masjid e costruita da Akbarabadi Begum, fu distrutta dai britannici.
Il Khari Baoli, che è oggi il più grande mercato delle spezie dell'Asia, si sviluppò gradualmente dopo la costruzione della moschea.
Le feste musulmane di Id-ul-Fitr e Id-ul-Zuha vengono celebrate nella moschea.
Il muftī Mukarram Ahmad è l'imam della moschea e lo era stato in precedenza, per quasi 42 anni, suo padre Maulana Mufti Mohammad Ahmad (morto il 21 ottobre 1971).

## Architettura
La moschea fu costruita con arenaria rossa ed ha una cupola con mahapadma e kalash sulla cima. Fiancheggiata da minareti, ha una struttura tradizionale con la sala della preghiera con sette aperture ad arco e appartamenti, disposti su due piani, ai lati.
L'iwan centrale è fiancheggiato da tre archi su ognuno dei lati.